# Arin
Arin (in armeno Արին?) è un comune di 264 abitanti (2001) della Provincia di Vayots Dzor in Armenia.